# Krzysztof Mączyński
Krzysztof Mączyński (n. 23 mai 1987 în Cracovia) este un fotbalist polonez care joacă ca mijlocaș pentru echipa poloneză Wisła Cracovia. A fost convocat de selecționerul Poloniei, Adam Nawałka, la Campionatul European de Fotbal din 2016.

## Cariera

### Club
El este un produs al centrului de copii și juniori al lui Wisła Cracovia. El a marcat primul său gol pentru Wisla în Cupa Ekstraklasa Górnik Zabrze la 28 noiembrie 2007. Mączyński a debutat în Ekstraklasa în meciul cu Górnik Zabrze pe 2 decembrie 2007.
În august 2011, a semnat cu Górnik Zabrze un contract pe doi ani.
Pe 8 ianuarie 2014 a semnat un contract cu Guizhou Renhe pentru o perioadă de trei ani, devenind în scurt timp căpitanul clubului. În 2015 s-a întors la clubul la care a debutat în fotbalul mare, Wisła Cracovia.

### La națională
Pe 15 noiembrie 2013, Mączyński și-a făcut debutul pentru Echipa națională de fotbal a Poloniei într-un amical internațional împotriva Slovaciei, înlocuindu-l în minutul 76 pe Tomasz Jodłowiec.
Pe 14 octombrie 2014, a marcat pentru prima dată într-o competiție internațională, în calificările la Campionatul European din 2016, într-un meci cu Scoția din grupa D. A marcat primul gol al partidei în minutul 11, partidă ce s-a încheiat la egalitate, scor 2-2.
Este căsătorit cu Katarzyna cu care are o fiică, Victorię.

## Titluri

### Wisła Cracovia
- Ekstraklasa: 2007-08

### Wisła Cracovia (ME)
- Młoda Ekstraklasa: 2007-08

### ŁKS Łódź
- I Liga: 2010-11

### Guizhou Renhe
- SuperCupa Chinei: 2014